# Small Talk at 125th and Lenox
A New Black Poet - Small Talk at 125th and Lenox, noto semplicemente come Small Talk at 125th and Lenox, è il primo album dell'artista statunitense Gil Scott-Heron, pubblicato nel 1970 dall'etichetta di jazz Flying Dutchman Records.
| Recensione          | Giudizio   |
| ------------------- | ---------- |
| AllMusic            | [ 1 ]      |
| Billboard           | favorevole |
| Virgin Encyclopedia | [ 3 ]      |

## Tracce
Lato 1
Testi di Gil Scott-Heron.
1. Introduction/The Revolution Will Not Be Televised – 3:17
2. Omen – 1:45
3. Brother – 2:35
4. Comment #1 – 4:26
5. Small Talk at 125th & Lenox – 1:20
6. The Subject Was Faggots – 3:10
7. Evolution (And Flashback) – 3:20

Lato 2
Testi di Gil Scott-Heron.
1. Plastic Pattern People – 2:50
2. Whitey on the Moon – 2:57
3. The Vulture – 2:00
4. Enough – 8:37
5. Paint It Black – 0:30
6. Who'll Pay Reparations on My Soul? – 4:20
7. Everyday – 4:20